# 1440 هـ
1440 هي سنة في التقويم الهجري تمتد مقابلةً في التقويم الميلادي بين سنتي 2018 و2019, و يقابل بدايتها في التقويم الميلادي 11 سبتمبر 2018.

## أحداث
- 1 محرم، ويكيبيديا العربية تصل إلى أكثر من 600 ألف مقالة.
- 4 محرم، إعصار فلورنس يصل البر القاري الأمريكي ويضرب ولاية كارولاينا الشمالية.
- 10 محرم، غرق عبارة إم في نيرير التنزانية في بحيرة فيكتوريا.
- 12 محرم، الهجوم المسلح على العرض العسكري في الأهواز جنوب غرب إيران
- 18 محرم، زلزال بقوة 7.5 يتبعه تسونامي يضرب مدينة سولاسي بأندونيسيا ونتج عنه مقتل أكثر من 2000 شخص وإصابة الآلاف وفقدان الآلاف الآخرين وكذلك دمار واسع في البنية التحتية ونزوح وتشرد الكثير من السكان.
- 22 محرم، مقتل جمال خاشقجي في أسطنبول.
- 25 محرم، الناشطة العراقية الإيزيدية نادية مراد تفوز بجائزة نوبل للسلام بالمشاركة مع الطبيب الكونغولي دينيس موكويغي لنشاطهما ضد الاغتصاب والعنف والاستعباد الجنسي كسلاح في الحروب والنزاعات المسلحة.
- 9 صفر، المغنية الإيرلندية سينيد أوكونور تعلن عن اعتناقها الإسلام، وتخليها عن الكاثولوكية.[2]
- 8 رجب، متطرف يهاجم مسجدين في مدينة كيرتش بنيوزلندا فيقتل 50 مصلي ويصيب العشرات.
- 6 شعبان، حدوث انقلاب عسكري على الرئيس السوداني عمر البشير بعد مظاهرات شعبية ضد حكمه.

## وفيات

### محرم
- 1 محرم:
  - دون بانوز، 83، رائد أعمال أمريكي.[3]
  - كالي كونيكولا، 68، سياسي وناشط حقوقي فنلندي.[4]
  - كلثوم نواز، 68، سياسية باكستانية، وزوجة رئيس الوزراء نواز شريف.[5]
- 10 محرم: جميل راتب، الممثل المصري.
- 11 محرم: تران داي كوانغ، الرئيس الفيتنامي.
- 15 محرم: إسماعيل فهد إسماعيل، كاتب وروائي كويتي.[6]
- 17 محرم: تارة فارس، عارضة أزياء وفاشينيستا وشخصية تواصل اجتماعي عراقية بعد إصابتها بطلقات نارية في رأسها وصدرها.[7][8]
- 21 محرم - سعيد بن علي بن وهف القحطاني، إمام مسجد سعودي.
- 22 محرم - جمال خاشقجي، صحفي سعودي.

### صفر
- 22 صفر - حمدي قنديل، إعلامي مصري.

### ربيع الأخر
- 15 ربيع الآخر - طلال بن عبد العزيز آل سعود، أمير سعودي.
- 18 ربيع الآخر - محمود الهاشمي الشاهرودي سياسي ومرجع دين إيراني ورئيس مجمع تشخيص مصلحة النظام من تلامذة محمد باقر الصدر. كان رئيسا للمجلس الأعلى للثورة الإسلامية في العراق في مطلع عقد الثمانينيات ورئيسا للسلطة القضائية في إيران لدورتين (1999-2009) وعضوا في مجلس صيانة الدستور ومجلس خبراء القيادة.

### شوال
- 1 شوال - محمد نجم، ممثل كوميدي مصري.

### ذو القعدة
- 25 ذو القعدة - بندر بن عبد العزيز آل سعود، أمير سعودي.